# Phyllomya maritima
Phyllomya maritima là một loài ruồi trong họ Tachinidae.